# Fumibotys fumalis
Fumibotys fumalis là một loài bướm đêm trong họ Crambidae.